# San Saturnino (parroquia)
San Saturnino (llamada oficialmente Santa María de San Sadurniño) es una parroquia y un lugar español del municipio de San Saturnino, en la provincia de La Coruña, Galicia.

## Entidades de población
Entidades de población que forman parte de la parroquia:
- A Pernuda
- Agra de Abaixo
- Agra de Arriba
- Albeiro (O Albeiro)
- Casal (O Casal)
- Cornide
- Corrás (Os Currás)
- Coruxa
- Gunduriz
- O Enxerto
- Orxás
- Outeiro (O Outeiro)
- Rupiallo
- Os Feás
- Penela (A Penela)
- Piñeiros
- Portela (A Portela)
- Prospes
- Raña
- Rubiña (A Rubiña)
- San Sadurniño
- Silvalonga
- Vidueda (A Bidueda)
- Vilafiúnce

## Despoblado
- O Pumariño

## Suprimidos
- Avenida do Marqués de Figueroa
- Avenida do Marqués de San Sadurniño
- Plaza Duques da Conquista (Praza dos Duques da Conquista)

## Demografía

### Parroquia
| Gráfica de evolución demográfica de San Saturnino (parroquia) entre 2000 y 2019 |
|                                                                                 |
| Datos según el nomenclátor publicado por el INE.                                |

### Lugar
| Gráfica de evolución demográfica de San Sadurniño (lugar) entre 2013 y 2019 |
|                                                                             |
| Datos según el nomenclátor publicado por el INE.                            |